# Lauroppia lebedevi
Lauroppia lebedevi är en kvalsterart som först beskrevs av Rjabinin 1975.  Lauroppia lebedevi ingår i släktet Lauroppia och familjen Oppiidae. Inga underarter finns listade i Catalogue of Life.